# Befilaria
Befilaria ist eine Gattung der Filarien mit zwei Arten. Sie sind Parasiten bei Echsen.

## Merkmale
Befilaria sind Oswaldofilariinae mit einem, im Vergleich zu Oswaldofilaria, kurzen Drüsenteil des Ösophagus (bei Weibchen kürzer als 1 mm). Die Vulva liegt gewöhnlich nahe der Körpermitte, der Ovijektor ist lang und komplex aufgebaut. Die beiden Spicula differieren in Größe und Gestalt deutlich: das linke ist lang und dünn, das rechte kräftig. Das Vorderende trägt manchmal eine mittige schildartige Kutikula-Erhebung.

## Systematik
Die Gattung enthält folgende Arten:
- Befilaria africana Bain & Ranque, 1974
- Befilaria pseudocordyli Gibbons, 1989